# Неффати, Мутаз
Мутаз Неффати (швед. Moutaz Neffati; род. 4 сентября 2004) — шведский футболист, полузащитник «Норрчёпинга».

## Клубная карьера
Является воспитанником «Норрчёпинга», в котором прошёл путь от детской до молодёжной команды. Весной 2022 года стал привлекаться к тренировкам с основным составом. 10 июня подписал с клубом молодёжный контракт, рассчитанный на полтора года. В октябре того же года впервые попал в заявку на матч чемпионата Швеции против «Мьельбю», но на поле не появился. В 2023 году провёл несколько матчей за партнёрский клуб «Сильвию». 6 ноября 2023 года дебютировал в чемпионате Швеции в игре с «Варбергом», выйдя на поле на 56-й минуте вместо Йеспера Сисея при счёте 0:3 в пользу соперника. На 70-й минуте забил первый мяч своей команды, которая в итоге победила 4:3. После окончания чемпионата в ноябре 2023 года заключил с клубом первый профессиональный контракт до конца 2026 года.

## Клубная статистика
| Выступление      | Выступление      | Выступление      | Лига | Лига | Кубки | Кубки | Конт. кубки | Конт. кубки | Итого | Итого |
| Клуб             | Лига             | Сезон            | Игры | Голы | Игры  | Голы  | Игры        | Голы        | Игры  | Голы  |
| ---------------- | ---------------- | ---------------- | ---- | ---- | ----- | ----- | ----------- | ----------- | ----- | ----- |
| Норрчёпинг       | Алльсвенскан     | 2023             | 2    | 1    | 0     | 0     | 0           | 0           | 2     | 1     |
| Норрчёпинг       | Итого            | Итого            | 2    | 1    | 0     | 0     | 0           | 0           | 2     | 1     |
| → Сильвия        | Дивизион 1       | 2023             | 7    | 0    | 0     | 0     | 0           | 0           | 7     | 0     |
| → Сильвия        | Итого            | Итого            | 7    | 0    | 0     | 0     | 0           | 0           | 7     | 0     |
| Всего за карьеру | Всего за карьеру | Всего за карьеру | 9    | 1    | 0     | 0     | 0           | 0           | 9     | 1     |